# Champions de France de natation en bassin de 50 m du 400 m 4 nages

## Messieurs

### 400 mètres 4 nages messieurs
| Championnat | Lieu                             | Athlète                                    | Naissance | Âge   | Club                              | Temps                       |
| ----------- | -------------------------------- | ------------------------------------------ | --------- | ----- | --------------------------------- | --------------------------- |
| 1962 été    | Paris Georges Vallerey           | Marc Bertsch                               |           |       | FC Mulhouse                       | 5 min 27 s 1 RF             |
| 1963 hiver  | Marseille Piscine Vallier (25 m) | non disputé                                |           |       |                                   |                             |
| 1963 été    | Paris Georges Vallerey           | Marcel Louvet                              | 1939      |       | Stade français                    | 5 min 22 s 1 RF             |
| 1964 hiver  | Marseille Piscine Vallier (25 m) | non disputé                                |           |       |                                   |                             |
| 1964 été    | Clermont-Ferrand                 | Marcel Louvet                              | 1939      |       | Stade français                    | 5 min 18 s 9                |
| 1965 hiver  | Marseille Piscine Vallier (25 m) | non disputé                                |           |       |                                   |                             |
| 1965 été    | Béziers                          | Alain Mosconi                              | 1949      | 16    | Cercle des nageurs de Marseille   | 5 min 07 s 9 RF             |
| 1966 hiver  | Le Mans (25 m)                   | Jean-François Ravelinghien                 |           |       | Stade français                    | 5 min 09 s 3                |
| 1966 été    | Paris Georges Vallerey           | Alain Mosconi                              | 1949      | 17    | Cercle des nageurs de Marseille   | 5 min 04 s 2                |
| 1967 hiver  | Caen (25 m)                      | Alain Mosconi                              | 1949      | 18    | Cercle des nageurs de Marseille   | 4 min 56 s 5                |
| 1967 été    | Montélimar                       | Alain Mosconi                              | 1949      | 18    | Cercle des nageurs de Marseille   | 5 min 04 s 9                |
| 1968 hiver  | Montreuil                        | Alain Mosconi                              | 1949      | 19    | Cercle des nageurs de Marseille   | 5 min 04 s 2                |
| 1968 été    | Aix-en-Provence                  | Jean-François Ravelinghien                 |           |       | Stade français                    | 5 min 05 s 5                |
| 1969 hiver  | Toulouse                         | Patrick Lusien                             |           |       | Cercle des nageurs de Marseille   | 5 min 04 s 2                |
| 1969 été    | Le Mans                          | Jean-François Ravelinghien                 |           |       | Stade français                    | 5 min 02 s 4                |
| 1970 hiver  | Aix-en-Provence                  | Marc de Herdt                              |           |       | Racing Club de France             | 5 min 10 s 6                |
| 1970 été    | Paris Georges Vallerey           | Patrick Haymann                            |           |       | Stade français                    | 5 min 05 s 5                |
| 1971 hiver  | Montreuil                        | Gérard Letast                              |           |       | SA Verdun                         | 4 min 59 s 7 RF             |
| 1971 été    | Paris Georges Vallerey           | Patrick Haymann                            |           |       | Stade français                    | 5 min 02 s 7                |
| 1972 hiver  | Rouen (25 m)                     | Patrick Moreau                             |           |       | Antony Sport                      | 4 min 51 s 2                |
| 1972 été    | Vittel                           | Jean-Paul Berjeau                          |           |       | Racing Club de France             | 4 min 55 s 2 RF             |
| 1973 hiver  | Paris Georges Hermant            | Patrick Moreau                             |           |       | ASPTT Paris                       | 4 min 54 s 15 RF            |
| 1973 été    | Vittel                           | Patrick Moreau                             |           |       | ASPTT Paris                       | 4 min 55 s 10               |
| 1974 hiver  | Bordeaux                         | Patrick Moreau                             |           |       | R Nogent                          | 4 min 49 s 30               |
| 1974 été    | Paris Georges Vallerey           | Patrick Moreau                             |           |       | ASPTT Paris                       | 4 min 50 s 87               |
| 1975 hiver  | Troyes                           | Patrick Moreau                             |           |       | R Nogent                          | 4 min 48 s 90               |
| 1975 été    | Paris Georges Vallerey           | Philippe Delamare                          |           |       | CN Villefranche                   | 4 min 49 s 00               |
| 1976 hiver  | Tarbes                           | Philippe Delamare                          |           |       | Dinard ON                         | 4 min 46 s 41               |
| 1976 été    | Paris Georges Vallerey           | Eric Eminente                              |           |       | Racing Club de France             | 4 min 46 s 43               |
| 1977 hiver  | Rennes                           | Eric Eminente                              |           |       | Racing Club de France             | 4 min 42 s 55               |
| 1977 été    | Paris Georges Vallerey           | Eric Eminente                              |           |       | Racing Club de France             | 4 min 41 s 43               |
| 1978 hiver  | Lille                            | Eric Eminente                              |           |       | Racing Club de France             | 4 min 44 s 52               |
| 1978 été    | Laval                            | Bruno Moneron                              |           |       | Lille Université Club             | 4 min 41 s 72               |
| 1979 hiver  | Nanterre                         | Frédéric Delcourt                          | 1964      | 15    | SC Amiens                         | 4 min 42 s 97               |
| 1979 été    | Mulhouse                         | Frédéric Delcourt                          | 1964      | 15    | SC Amiens                         | 4 min 43 s 51               |
| 1980 hiver  | Bordeaux                         | Frédéric Delcourt                          | 1964      | 16    | Cercle des nageurs de Marseille   | 4 min 39 s 43               |
| 1980 été    | Brive-la-Gaillarde               | Bruno Lesaffre                             |           |       | Roubaix Natation                  | 4 min 38 s 80 RF            |
| 1981 hiver  | La Rochelle                      | Frédéric Delcourt                          | 1964      | 17    | Cercle des nageurs de Marseille   | 4 min 37 s 49 RF            |
| 1981 été    | Dunkerque                        | Frédéric Delcourt                          | 1964      | 17    | Cercle des nageurs de Marseille   | 4 min 35 s 11               |
| 1982 hiver  | Toulouse                         | Frédéric Delcourt                          | 1964      | 18    | Cercle des nageurs de Marseille   | 4 min 32 s 81 RF            |
| 1982 été    | Megève                           | Bruno Lesaffre                             | 1962      | 20    | Roubaix Natation                  | 4 min 45 s 13               |
| 1983 hiver  | Tours                            | Bruno Lesaffre                             | 1962      | 21    | Roubaix Natation                  | 4 min 36 s 27               |
| 1983 été    | Bordeaux                         | Frédéric Delcourt                          | 1964      | 19    | Cercle des nageurs de Marseille   | 4 min 38 s 52               |
| 1984 hiver  | Strasbourg                       | Sébastien Botta                            |           |       | Dauphins du TOEC                  | 4 min 38 s 44               |
| 1984 été    | Paris Georges Vallerey           | Nicolas Granger                            |           |       | USM Romilly                       | 4 min 37 s 10               |
| 1985 hiver  | Aix-en-Provence                  | Christophe Bordeau                         | 1968      | 17    | Enfants de Neptune de Tours       | 4 min 32 s 40 RF            |
| 1985 été    | Dunkerque                        | Christophe Bordeau                         | 1968      | 17    | Enfants de Neptune de Tours       | 4 min 33 s 04               |
| 1986 hiver  | Rennes                           | Christophe Bordeau                         | 1968      | 18    | Enfants de Neptune de Tours       | 4 min 29 s 13 RF            |
| 1986 été    | Millau                           | Christophe Bordeau                         | 1968      | 18    | Enfants de Neptune de Tours       | 4 min 29 s 02 RF            |
| 1987 hiver  | Mulhouse                         | Christophe Bordeau                         | 1968      | 19    | Enfants de Neptune de Tours       | 4 min 29 s 29               |
| 1987 été    | Strasbourg                       | Christophe Bordeau                         | 1968      | 19    | Enfants de Neptune de Tours       | 4 min 28 s 41 RF            |
| 1988 hiver  | Vittel                           | Laurent Journet                            | 1970      | 18    | Villeparisis Natation             | 4 min 25 s 32 RF            |
| 1988 été    | Dunkerque                        | Christophe Bordeau                         | 1968      | 20    | Enfants de Neptune de Tours       | 4 min 23 s 75 RF            |
| 1989 hiver  | Forbach                          | Frédéric Lefèvre                           | 1970      | 19    | Stade poitevin                    | 4 min 24 s 08               |
| 1989 été    | Paris Georges Vallerey           | Frédéric Lefèvre                           | 1970      | 19    | Stade poitevin                    | 4 min 28 s 00               |
| 1990 hiver  | La Rochelle                      | Frédéric Lefèvre                           | 1970      | 20    | Stade poitevin                    | 4 min 23 s 27 RF            |
| 1990 été    | Narbonne                         | Christophe Bordeau                         | 1968      | 22    | Enfants de Neptune de Tours       | 4 min 23 s 31               |
| 1991 hiver  | Saint-Étienne                    | Christophe Marchand                        | 1970      | 21    | Racing Club de France             | 4 min 24 s 44               |
| 1991 été    | Millau                           | Christophe Bordeau                         | 1968      | 23    | Enfants de Neptune de Tours       | 4 min 28 s 03               |
| 1992 hiver  | Dunkerque                        | Christophe Marchand                        | 1970      | 22    | Racing Club de France             | 4 min 24 s 97               |
| 1992 été    | Mennecy                          | Xavier Marchand                            | 1973      | 19    | Racing Club de France             | 4 min 27 s 97               |
| 1993 hiver  | Mennecy                          | David Joncourt                             | 1975      | 18    | Club Nautique Brestois            | 4 min 25 s 03               |
| 1993 été    | Paris Georges Vallerey           | Jean-Lionel Rey                            |           |       | Racing Club de France             | 4 min 28 s 93               |
| 1994 hiver  | Lille                            | Xavier Marchand                            | 1973      | 21    | Racing Club de France             | 4 min 25 s 46               |
| 1994 été    | Aix-les-Bains                    | David Joncourt                             | 1975      | 19    | Club Nautique Brestois            | 4 min 29 s 13               |
| 1995 hiver  | Mennecy                          | David Joncourt                             | 1975      | 20    | Club Nautique Brestois            | 4 min 26 s 12               |
| 1995 été    | Canet-en-Roussillon              | David Joncourt                             | 1975      | 20    | Club Nautique Brestois            | 4 min 30 s 42               |
| 1996 hiver  | Dunkerque                        | David Joncourt                             | 1975      | 21    | Club Nautique Brestois            | 4 min 26 s 87               |
| 1996 été    | Montpellier                      | Jean-Yves Faure                            |           |       | Montpellier Université Club       | 4 min 30 s 12               |
| 1997        | Mennecy                          | Xavier Marchand                            | 1973      | 24    | Dauphins du TOEC                  | 4 min 24 s 94               |
| 1998        | Amiens                           | Johann Le Bihan                            | 1979      | 19    | Douarnenez Natation               | 4 min 25 s 50               |
| 1999        | Dunkerque                        | Johann Le Bihan                            | 1979      | 20    | Douarnenez Natation               | 4 min 23 s 78               |
| 2000        | Rennes                           | Johann Le Bihan                            | 1979      | 21    | Douarnenez Natation               | 4 min 22 s 79               |
| 2001        | Chamalières                      | Nicolas Rostoucher                         | 1981      | 20    | Mulhouse Olympic Natation         | 4 min 19 s 72 RF            |
| 2002        | Chalon-sur-Saône                 | Baptiste Levaillant                        | 1980      | 22    | Nogent Natation 94                | 4 min 21 s 29               |
| 2003        | Saint-Étienne                    | Oussama Mellouli (open) Nicolas Rostoucher | 1984 1981 | 19 22 | Tunisie Mulhouse Olympic Natation | 4 min 17 s 03 4 min 23 s 43 |
| 2004        | Dunkerque                        | Adrian Turner (open) Yannick Bignon        | 1977 1981 | 27 23 | Royaume-Uni Dauphins Obernai      | 4 min 20 s 55 4 min 22 s 33 |
| 2005        | Nancy                            | Nicolas Rostoucher                         | 1981      | 24    | Mulhouse Olympic Natation         | 4 min 18 s 09 RF            |
| 2006        | Tours                            | Nicolas Rostoucher                         | 1981      | 25    | Mulhouse Olympic Natation         | 4 min 18 s 72               |
| 2007        | Saint-Raphaël                    | Sébastien Rouault                          | 1986      | 21    | CNO Saint-Germain-en-Laye         | 4 min 16 s 99 RF            |
| 2008        | Dunkerque                        | Pierre Henri                               | 1983      | 25    | Canet 66 Natation                 | 4 min 18 s 23               |
| 2009        | Montpellier                      | Anthony Pannier                            | 1988      | 21    | CN Braud St-Louis                 | 4 min 16 s 97 RF            |
| 2010        | Saint-Raphaël                    | Sébastien Rouault                          | 1986      | 24    | Mulhouse Olympic Natation         | 4 min 17 s 75               |